# Dryopteris schnellii
Dryopteris schnellii är en träjonväxtart som beskrevs av Tard. Dryopteris schnellii ingår i släktet Dryopteris och familjen Dryopteridaceae. Inga underarter finns listade.